# Saint-Salvadou
 Saint-Salvadou  là một xã ở tỉnh Aveyron, thuộc vùng Occitanie ở miền nam nước Pháp.